# Пілюс Антоніна Іванівна
Антоніна Іванівна Пілюс (рос. Антонина Ивановна Пилюс; 8 січня 1947 — 16 грудня 2014, Москва, Росія) — радянська та російська акторка і педагог, заслужений працівник культури Російської Федерації.

## Життєпис
Антоніна Пілюс народилася 8 січня 1947 року. У 1969 році закінчила Вище театральне училище імені Б. В. Щукіна. У 1969—1972 роках грала в Московському театрі на Малій Бронній. У 1972-1974 роках працювала в театрі Групи радянських військ у НДР в Потсдамі. У той же час була диктором Берлінського телебачення, вела програму «Для друзів російської мови», знімалася у кіно та телерекламі.
У 1976 році закінчила асистентуру-стажування в Театральному інституті імені Бориса Щукіна на кафедрі сценічної мови.
З 1979 року працювала в Театральному інституті імені Бориса Щукіна педагогом зі сценічного мовлення на акторському та режисерському факультетах.
У 1987-1992 та 1996-1997 роках була професором кафедри сценічної мови, деканом акторського факультету. У 1997—2014 роках була проректором з навчальної роботи.
Померла Антоніна Пілюс 16 грудня 2014 року в Москві.

## Нагороди
- Заслужений працівник культури Російської Федерації.
- Відзнака «За досягнення в культурі»

## Праця у театрі
Театр на Малій Бронній
- «Мореплавець» Єжи Синявський — Елла
- «Бруклінська ідилія» Ірвін Шоу — Стелла
- «На балу удачі» Б. Тенін і Л. Сухаревська — Женев'єва
- «Чарівник смарагдового міста» А. Волков — Тотошко

Театр Групи радянських військ в НДР
- «Товариші по службі» Е. Брагінський і Е. Рязанов — Калугіна
- «Історія одного кохання» К. Симонов — Катя
- «Трибунал» А. Макайонок — Надійка
- «Третя патетична» Н. Погодін — Клава

## Фільмографія
- 1968 — «Нейтральні води» — Марина
- 1968 — «Соляріс» — Харі
- 1970 — «Міський романс» — Інна
- 1970 — «Кремлівські куранти» — Маша, дочка Забєліна
- 1970 — «Розплата» — епізод
- 1971 — «Рудобельська республіка» — вчителька
- 1974 — «Ваші права?» — епізод
- 1974 — «Повість про людське серце» — епізод